# Moroni
Moroni (arabul: موروني Mūrūnī) 1962 óta a Comore-szigetek fővárosa. Egyben a szigetcsoport legnépesebb városa, népessége 2003-as becslés alapján 60 200 fő.

## Földrajz
A város a Grande Comore sziget nyugati partján, a ma is aktív 2361 méter magasságú Kartala-vulkán előterében, 60 m tengerszint feletti magasságban fekszik.

### Éghajlat
Az északnyugati monszun és a délkeleti passzát által befolyásolt trópusi szavanna éghajlat. Egész éven át nagy a forróság. Az évi középhőmérséklet 25 Celsius-fok.
Jellemző az évi bőséges (2640 mm) csapadék, és a hosszan tartó nedves évszakra jutó esőzés, melynek nagy része (az esőzések több mint négyötöde), a hosszan tartó nedves évszakra jut.
| Hónap                                                  | Jan. | Feb. | Már. | Ápr. | Máj. | Jún. | Júl. | Aug. | Szep. | Okt. | Nov. | Dec. | Év   |
| ------------------------------------------------------ | ---- | ---- | ---- | ---- | ---- | ---- | ---- | ---- | ----- | ---- | ---- | ---- | ---- |
| Rekord max. hőmérséklet (°C)                           | 34,0 | 34,0 | 35,0 | 34,0 | 33,0 | 32,0 | 31,0 | 31,0 | 31,0  | 33,0 | 34,0 | 36,0 | 36,0 |
| Átlagos max. hőmérséklet (°C)                          | 30,4 | 30,4 | 30,8 | 30,4 | 29,5 | 28,4 | 27,7 | 27,7 | 28,1  | 29,1 | 30,3 | 30,8 | 29,5 |
| Átlagos min. hőmérséklet (°C)                          | 23,4 | 23,3 | 23,0 | 22,6 | 21,2 | 19,6 | 18,8 | 18,4 | 19,0  | 20,3 | 21,6 | 22,6 | 21,1 |
| Rekord min. hőmérséklet (°C)                           | 20,0 | 20,0 | 20,0 | 20,0 | 17,0 | 14,0 | 14,0 | 14,0 | 15,0  | 16,0 | 18,0 | 19,0 | 14,0 |
| Átl. csapadékmennyiség (mm)                            | 364  | 293  | 279  | 316  | 256  | 266  | 244  | 150  | 108   | 97   | 108  | 219  | 2700 |
| Havi napsütéses órák száma                             | 187  | 177  | 225  | 192  | 232  | 231  | 236  | 232  | 221   | 237  | 230  | 212  | 2612 |
| Forrás: World Meteorological Organization, BBC weather |      |      |      |      |      |      |      |      |       |      |      |      |      |

## Története

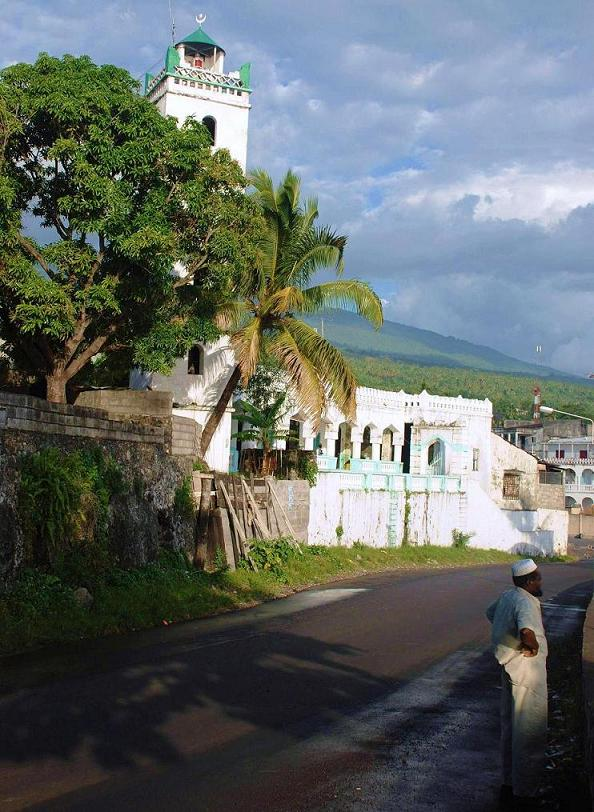
Moroni, mecset

Moronit a 15. században a szigetre bevándorló arabok alapították, akik előbb portugál, majd francia fennhatóság alá kerültek. Az 1800-as évek végén a szigeteket, mint francia protektorátust Madagaszkárhoz csatolták. Ez időtől fokozódott az afrikaiak és a malgasok betelepítése. 1974-ben népszavazás eredményeként szakadt el Franciaországtól. Egy évvel később Moroni gyarmati székhelyből a függetlenséget elnyert államocska fővárosa lett. Moronit 1985-ben 18000-en lakták, túlnyomórészt antalaotrák (arab-afrikai-malagas keverék), de néhány száz indiai és francia is megtelepült itt.

## Közlekedés
Repülőtere a Said Ibrahim herceg nemzetközi repülőtér (IATA kód: HAH). Kikötőjét menetrend szerinti járatok kötik össze az afrikai kontinenssel és a szigetcsoport többi tagjával, valamint Madagaszkárral és más indiai-óceáni szigetekkel.

## Gazdasága
A főváros körüli földeken többféle exportnövényt termelnek: vanília, illóolaj tartalmú drognövények, cukornád, kávé, kakaó terem, valamint kókuszpálmát, belső fogyasztásra pedig maniókát, rizst és kukoricát; mely termékeket Monori kisüzemei dolgozzák fel, illetve készítik elő kivitelre.